# Поджириденти
Поджиридѐнти (на италиански: Poggiridenti, на западноломбардски: Pendolàsch, Пендоласк, до 1929 г. Pendolasco, Пендоласко) е село и община в Северна Италия, провинция Сондрио, регион Ломбардия. Разположено е на 564 m надморска височина. Населението на общината е 1895 души (към 2010 г.).